# Riverside (Band)
Riverside (engl. für Flussufer) ist eine Progressive-Rock-Band aus Warschau, Polen.

## Bandgeschichte
Gegründet wurde die Band 2001 als Nebenprojekt. Nach zwei Konzerten in Warschau im Oktober 2002 stellte die Band im März 2003 ein Demo fertig, das in einer Auflage von 300 Stück an verschiedene Radiostationen und Plattenlabels inner- und außerhalb Polens verschickt wurde und ihnen einen Plattenvertrag mit Sony Music Poland einbrachte.
Noch während der Fertigstellung des Debütalbums trennte sich die Band von Jacek Melnicki (Ex-Thunderbolt), der durch Michał Łapaj ersetzt wurde. Im Dezember 2003 erschien es unter dem Titel Out of Myself. Knapp ein Jahr nach der Veröffentlichung in Polen brachte das Plattenlabel Laser’s Edge das Album am 21. September 2004 mit einem neuen, von Travis Smith gestalteten Cover weltweit auf den Markt.
Die zweite Veröffentlichung war die als Fan-Club-CD geplante E.P. Voices in My Head. Das Interesse war so groß, dass die EP offiziell in die Läden kam.
Nach einer selbstorganisierten Tour erfuhr die Band, dass das Progressive-Label InsideOut Music Interesse an der Veröffentlichung eines zweiten Albums hatte. Sie traten mit dem Label in Kontakt und unterschrieben einen Vertrag. 2005 erschien das zweite Album Second Life Syndrome. Die Band gab bekannt, dass es als zweiter Teil einer Trilogie namens Reality Dream zu verstehen ist. Die Idee für eine Trilogie kam der Band bereits während der Aufnahmen des Debüt-Albums.
Im September 2007 erschien das Album Rapid Eye Movement als dritter und letzter Teil der Reality-Dream-Trilogie.
Im November und Dezember 2008 gab es eine abschließende Reality-Dream-Tour mit Konzerten in Polen, den Niederlanden, Frankreich, Deutschland, Belgien und der Schweiz. Im Rahmen der Konzerte wurde eine auf 1000 Stück limitierte Doppel-Audio-CD des Konzertes in den Toya Studios verkauft, ebenso eine auf 500 Stück limitierte Vinyl-Ausgabe.
Das vierte Studio-Album trägt den Titel Anno Domini High Definition und wurde im Juni 2009 in Polen und im Juli 2009 im Rest Europas und in den USA veröffentlicht. In der zweiten Woche erreichte es in Polen Platz 1 der Album-Charts, hielt sich da aber nur eine Woche. Die griechische Ausgabe des Metal Hammer ernannte es zum Album des Monats.
Anlässlich des 10-jährigen Bestehens von Riverside erschien im Mai 2011 die EP Memories in My Head mit neuem Material. Sie enthält drei Songs mit einer Gesamtspielzeit von 32:35 Minuten. Im August 2011 wurde die Reality-Dream-Trilogy-Box veröffentlicht, welche die kompletten ersten drei Alben, die EP Voices in My Head, die Bonus-CD Rapid Eye Movement II sowie ein Livealbum enthält. Die 6-CD-Box beinhaltet alle Songs und Bonustracks (jedoch nicht alle Remixe) aus den Jahren 2003 bis 2008. Das fünfte Studioalbum der Band namens Shrine of New Generation Slaves erschien im Januar 2013, das sechste Love, Fear and the Time Machine folgte 2015.
Am 21. Februar 2016 gab die Band bekannt, dass Gitarrist und Gründungsmitglied Piotr Grudziński am Morgen desselben Tages verstorben ist. In einem Statement vom 8. März 2016 bedankte sich Riverside für die Unterstützung und gaben plötzliches Herzversagen als Ursache für Grudzińskis überraschenden Tod an. Aufgrund des Todesfalls kündigte die Band an, bis Ende 2016 nicht mehr live aufzutreten. Geplante Veröffentlichungen im Frühjahr und Herbst 2016 sollten jedoch wie ursprünglich vorgesehen stattfinden. Im Oktober 2016 wurde das Kompilationsalbum Eye of the Soundscape veröffentlicht, eine Sammlung älterer experimenteller Instrumentalstücke und vier neuer Titel.
Am 25. Februar 2017 traten Riverside das erste Mal seit dem Tod von Piotr Grudziński im Klub Progresja Music Zone, Warschau, Polen auf. Als Gastmusiker waren Maciej Meller (Quidam) und Mateusz Owczarek (Lion Shepherd) dabei.
Das siebte Album und ihr erstes ohne Grudziński veröffentlichten Riverside am 28. September 2018. Wasteland war das vierte Album der Band in Folge, das in Polen mit Gold ausgezeichnet wurde. In Polen erreichte es Platz 1 der Charts, in Deutschland Platz 13. Das Album thematisiert eine postapokalyptische Welt und Geschichten von Menschen, die versuchen, in der Welt nach einer Katastrophe zu überleben. In diesem Zusammenhang wurde die Trauer um Gründungsmitglied Piotr Grudziński verarbeitet.
Am 3. Februar 2020 gaben Riverside bekannt, dass Gitarrist Maciej Meller nun offizielles Bandmitglied ist und an den Schreibarbeiten für ihr achtes Album beteiligt sein wird. Das Debütalbum Out of Myself wurde im Februar 2021 neu veröffentlicht (remastered Re-Release) und erreichte Platz 13 in den deutschen Charts.
Das achte Studioalbum ID.Entity veröffentlichte die Band am 20. Januar 2023. Thema des Albums sind Identität und virtuelle Realitäten, Sänger Mariusz Duda umschreibt es als „die gegenwärtige Krise der Identität, oder vielmehr die ständige Überprüfung ihres Status“. Zu den drei Singles "Friend or Foe", "Self-Aware" und "I'm Done with You" des Albums wurden YouTube-Videos veröffentlicht. Mit Platz 4 in den Charts war es das bisher höchstplatzierteste Album der Band in Deutschland.

## Diskografie

### Alben
- 2003: Out of Myself
- 2005: Second Life Syndrome
- 2007: Rapid Eye Movement
- 2009: Anno Domini High Definition
- 2013: Shrine of New Generation Slaves
- 2015: Love, Fear and the Time Machine
- 2018: Wasteland
- 2023: ID.Entity

### Livealben
- 2008: Reality Dream
- 2009: Reality Dream (Videoalbum)
- 2017: Lost 'n' Found - Live in Tilburg
- 2020: Wasteland Tour 2018-2020
- 2025: Live ID.

### Kompilationen
- 2011: Reality Dream Trilogy
- 2016: Eye of the Soundscape
- 2021: Riverside 20 - The Shorts & the Longs

### EPs
- 2005: Voices in My Head
- 2011: Memories in My Head
- 2019: Acoustic Session

### Singles
- 2003: Loose Heart
- 2005: Conceiving You
- 2007: 02 Panic Room (PL: Gold)
- 2008: Schizophrenic Prayer
- 2012: Celebrity Touch
- 2016: Shine/Time Travellers
- 2018: Vale of Tears
- 2018: River Down Below
- 2018: Lament
- 2021: Story of My Dream
- 2022: I'm Done with You
- 2022: Self-Aware
- 2023: Friend or Foe?